# 平壤賞石展示館
平壤賞石展示館(英文：Pyongyang Mysteriously-shaped Stone Exhibition），位於朝鲜的首都平壤市之「萬景臺區」(Mangyongdae District)之「光復大街」(Kwangbok Gori)。

## 历史
展示館裡展出了從朝鮮半島各地採集的幾百塊造型奇型快狀的石岩。 來源地主要是長白山(朝鮮人稱：「白頭山」)、金剛山( Mountain Kumgang)、妙香山( Mountain Myohyang)及七寶山( Mountain Chilbo)等著名遊覽山區，以及大同江( Taedong River)及清川江( Chongchon River)等著名河道。品種大多屬黑曜石(obsidian)及藍色的「火山玻璃」(Volcanic glass)。
現任館長是金昌龍先生(Mr. Kim Chang Ryong)。 